# Nikolaikirche (Forst)

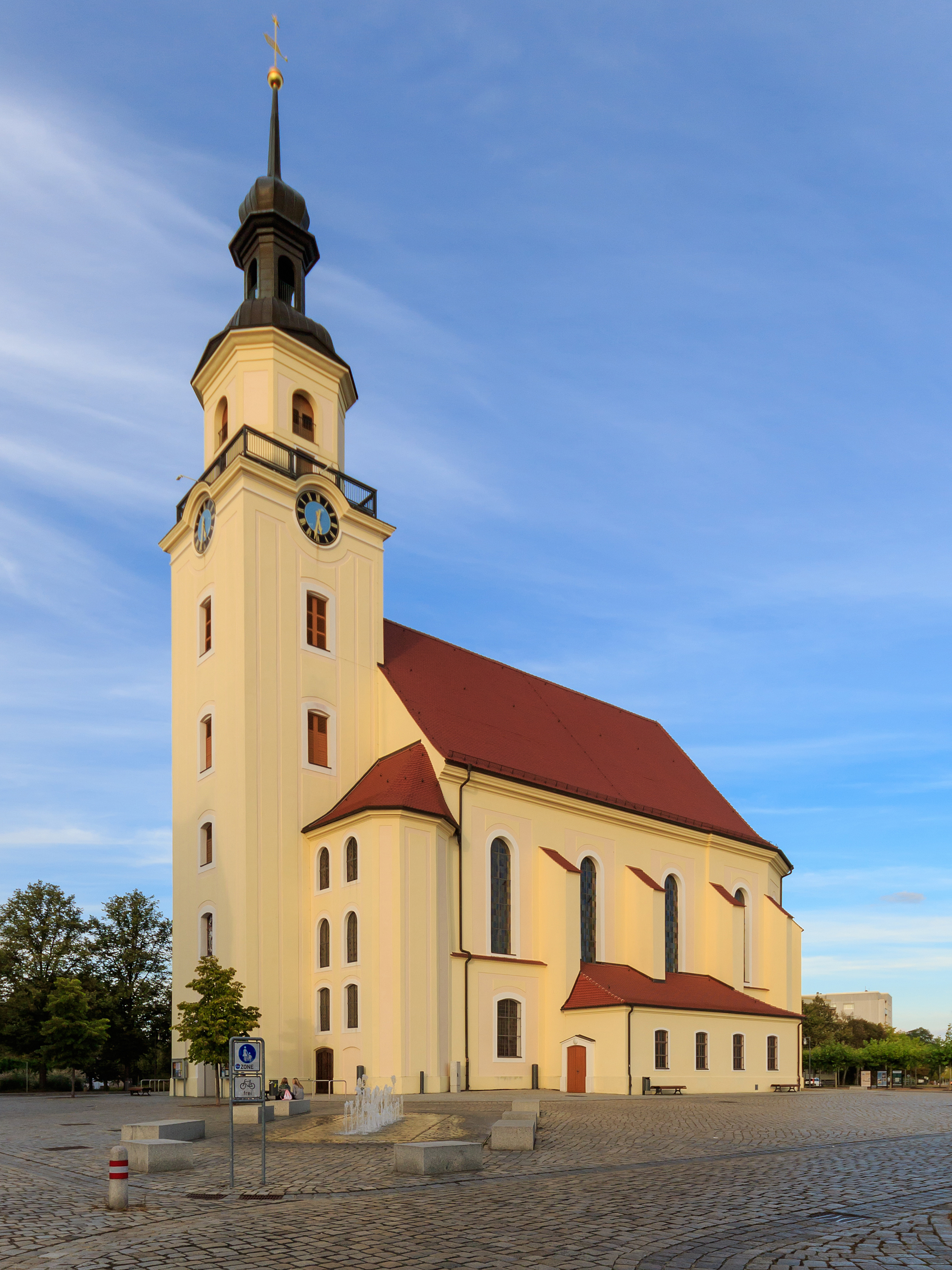
Stadtkirche St. Nikolai (2016)

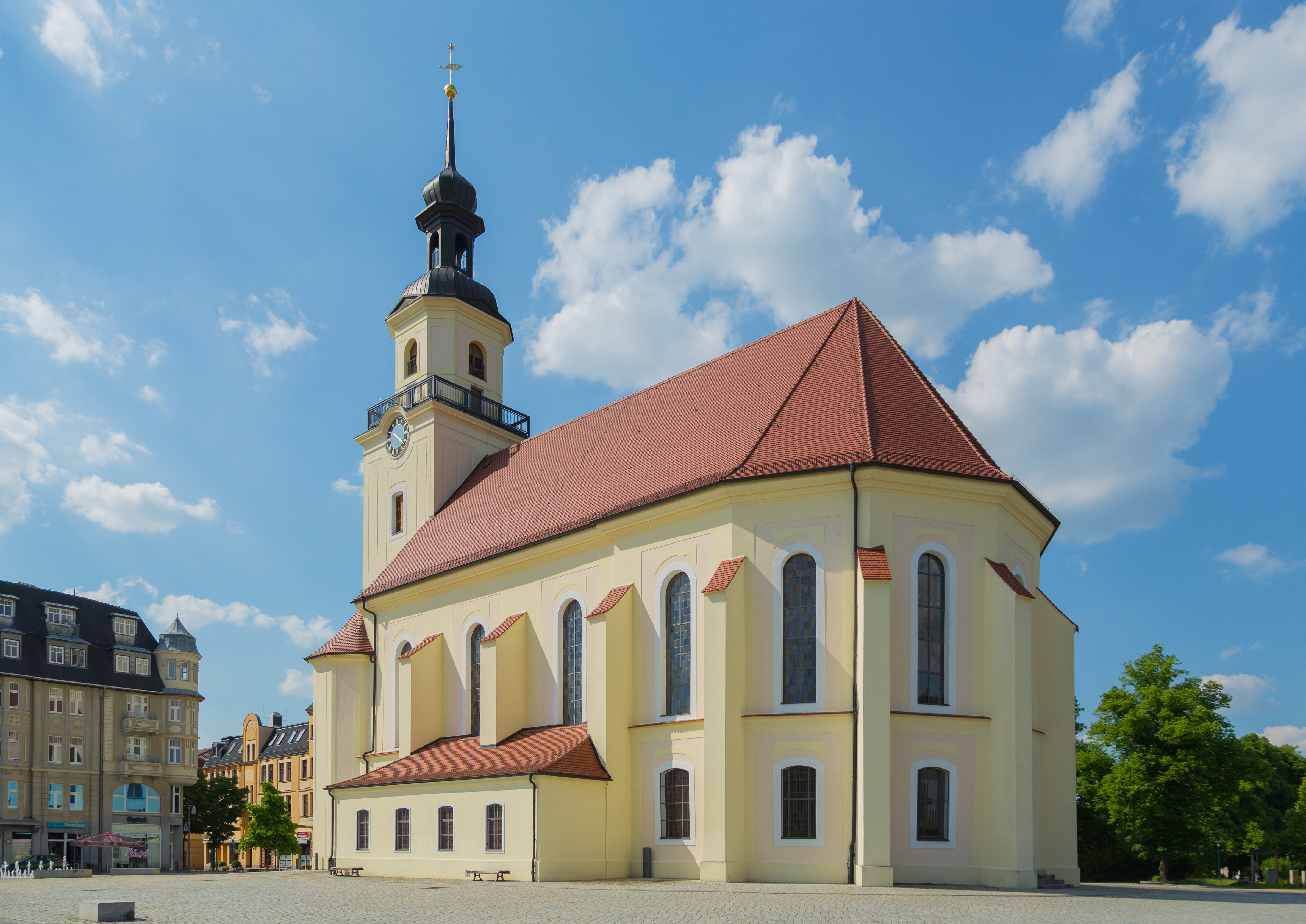
Ansicht von Südosten (2021)

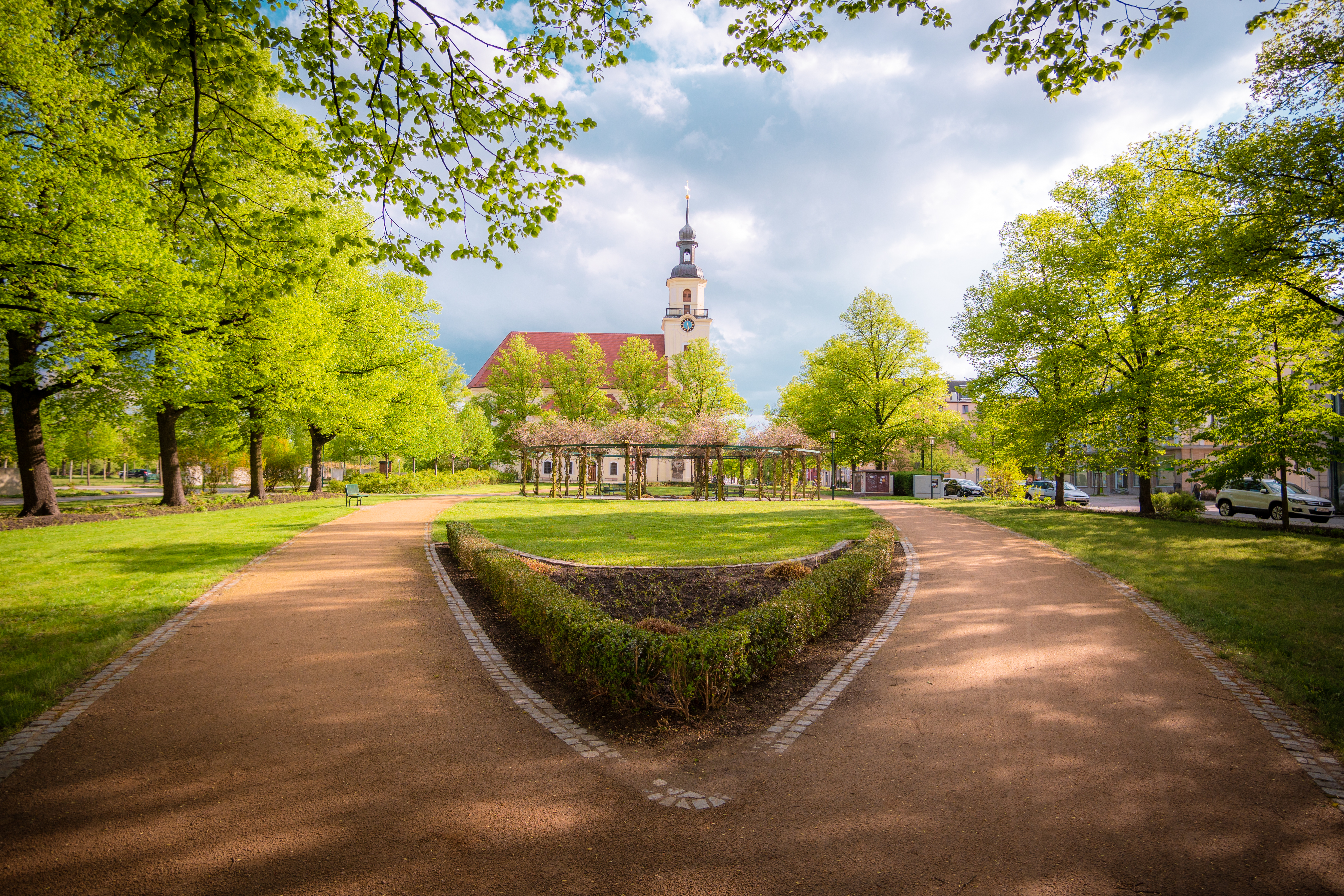
Stadtkirche Ansicht vom Park aus

Die Stadtkirche St. Nikolai ist ein Kirchengebäude in Forst (Lausitz) in Brandenburg. Es gehört zur Ortskirchengemeinde Forst-Stadt im Kirchenkreis Cottbus der Evangelischen Kirche Berlin-Brandenburg-schlesische Oberlausitz und steht unter Denkmalschutz.

## Geschichte
Ein Vorgängerbau der heutigen Kirche bestand vermutlich bereits in der Mitte des 13. Jahrhunderts. Das jetzige Kirchengebäude wurde um 1400 begonnen, doch erfolgte erst 1516 dessen Einwölbung. Der Anbau der Jacobskapelle (heute Bonhoeffer-Kapelle) stammt von 1508. Der eingezogene quadratische Westturm wurde 1570 vollendet. 1589 kam es zu einem Brand, bei dem das Kirchengewölbe beschädigt wurde. Ein Jahr später war der Schaden jedoch bereits wieder behoben.
1605 ließ die Gemeinde den Kirchturm aufstocken und mit Dachziegeln eindecken, die 1616 durch in Öl getränkte Holzschindeln ersetzt wurden. Am 11. Oktober 1626 brannte die Kirche erneut; dieses Mal stürzte das Kirchengewölbe ein, so dass die Gemeinde ein Jahr später beschloss, ein Kirchendach mit einem stehenden Stuhl aus Balken und Latten zu errichten. 1630 krönte ein lebensgroßer, vergoldeter Engel mit Posaune und Stern den Kirchturm, der so genannte vergoldete Knopf. 1642 plünderten einfallende Schweden im Dreißigjährigen Krieg die Kirche. Sie demontierten unter anderem die Orgelpfeifen, um daraus Gewehrkugeln zu gießen. 1645 brannte die Kirche erneut ab und wurde 1648 in eher rudimentärer Form wiederhergestellt: Die ersten Gottesdienste fanden unter einem Strohdach statt; der Turm fehlte gänzlich. 1661 baute man das eingestürzte Ziegeldach sowie das Gewölbe neu auf, 1680 später den Kirchturm. 1683 waren die Arbeiten an der Kirche vollendet, die nach nur drei Jahren erneut abbrannte. Nun dauerte es bis ins Jahr 1688, bevor man mit dem erneuten Wiederaufbau begann.
Im Jahr 1747 zerstörte ein Blitzschlag die Turmhaube. Ein Jahr später wurde die Kirche zum fünften Mal Opfer der Flammen und 1752 neu eingeweiht. Sie wurde in den kommenden Jahren mehrmals erweitert. Im Jahr 1883 erhielt sie eine Gasbeleuchtung, zwei Jahre später installierte man einen Blitzableiter. Im Jahr 1891 führten Untersuchungen an der Fassade zum Ergebnis, dass die Fenster in früheren Jahrhunderten mit Spitzbögen versehen sein mussten, die zum Teil mit Formsteinen und Verzierungen ausgeführt waren. 1907 öffnete man die beiden Grüfte und besserte sie aus.
Im Ersten Weltkrieg wurden die große und die kleine Glocke aus Bronze eingeschmolzen. In den Jahren 1938 und 1939 führte man aufwendige Renovierungs- und Restaurierungsarbeiten durch. Am 25. Februar 1945 schlugen Granaten in das Gebäude ein und zerstörten die barocken Einrichtungsgegenstände. Der Kirchturm und das Dach stürzten ein, die Orgel wurde komplett zerstört. Von 1951 bis 1954 wurde die Kirche erneut aufgebaut. Der Turm erhielt neue Stahlgussglocken mit den Theologischen Tugenden Glaube, Liebe und Hoffnung. Eine erneute Restaurierung des Dachs erfolgte in den Jahren 1979 und 1990, um sich ab 1992 dem Innenraum zu widmen. Der Kirchturm wurde in den Jahren 1991 und 1992 wiederhergestellt und am Ersten Advent 1992 eingeweiht.

## Inneneinrichtung
Vor dem Zweiten Weltkrieg befand sich im Innenraum ein barocker Hochaltar mit drei Emporen, der mit braunem Stuckmarmor verkleidet war. Hinter dem Altar befand sich ein Bildnis des Heiligen Joseph mit dem Christkind. Diese Einrichtung wurde im Krieg völlig zerstört und 1954 in dieser Form nicht wiederhergestellt. 2002 gestaltete der Berliner Künstler Helge Warme drei farbige Altarfenster, die Tuchmotive zeigen und damit an den Wohlstand und Reichtum erinnern sollen, die durch den Grafen von Brühl mit der Tuchherstellung in die Stadt gebracht wurden. Der Künstler gestaltete weiterhin auch den 2013 geweihten Altar. Der Hintergrund besteht aus einem Vorhang mit goldüberzogenen Säulen aus Akazienholz. An der oberen Stange hängen 140 goldene Glasquadrate, die unter anderem auch die von Moses erwähnten Cherubim zeigen. Der Vorhang teilt eine schmale Wand und spielt damit auf „das Zerreißen des Vorhangs im Jerusalemer Tempel bei Jesu Tod an“.

## Orgel

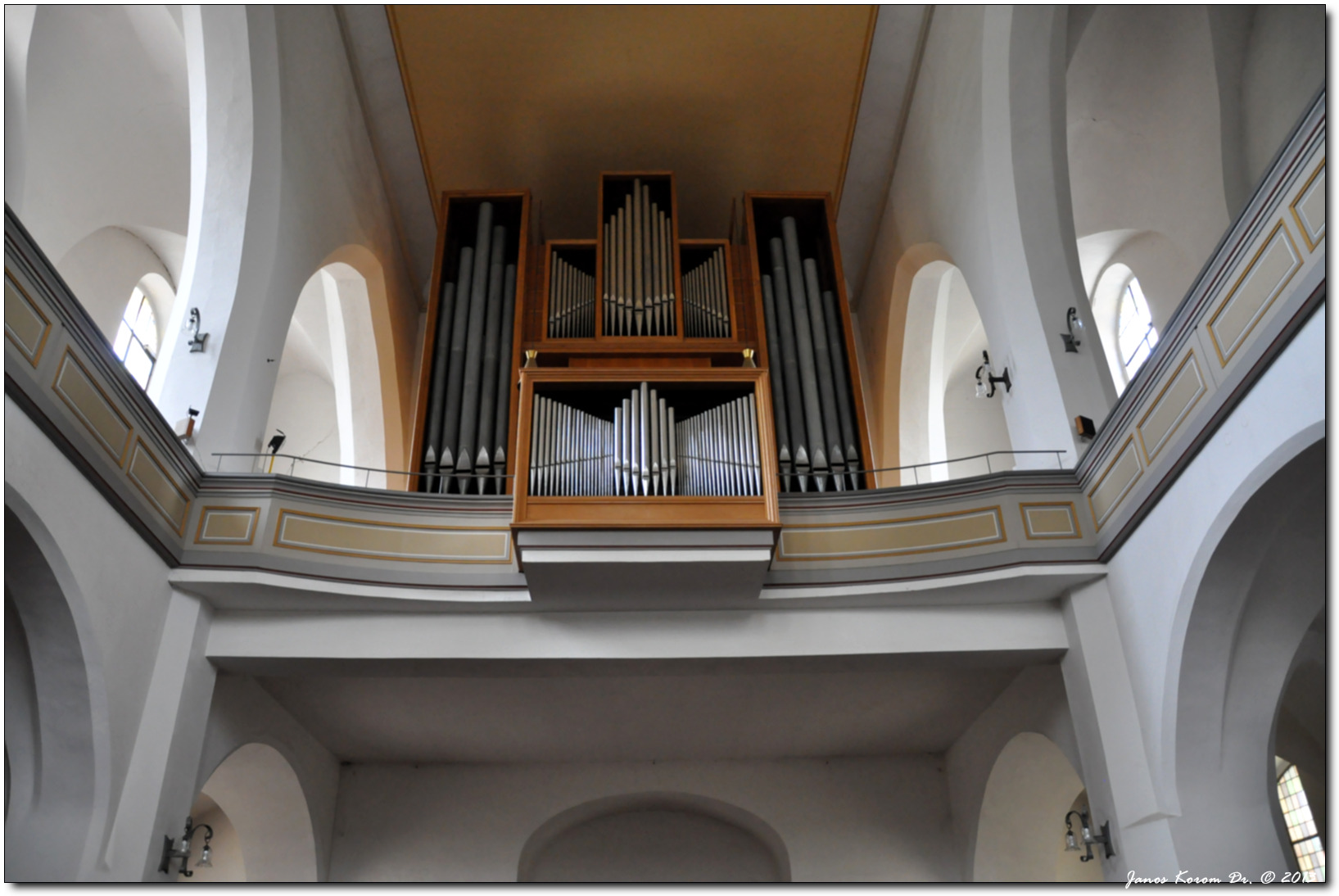
Orgel

1755 erhielt sie eine neue Orgel vom Orgelbaumeister Tobias Schramm. 1920 erfolgte der Einbau einer neuen Orgel mit 4500 Pfeifen durch den Orgelbaumeister Friedrich Ernst Gustav Heinze aus Sorau. 1959 baute die Orgelbaufirma Eule eine neue Orgel ein, zunächst ohne Rückpositiv, das erst 1960 hinzugefügt wurde. 2002 erfolgte eine Generalüberholung der Orgel, die im Jahr 2006 durch zwei elektronische Tremulanten für das Schwellwerk des Rückpositivs erweitert wurde.
Die Eule-Orgel verfügt über 37 klingende Register und hat folgende Disposition:
| I Hauptwerk C–g3 |               |               |
| 1.               | Gedacktpommer | 16′           |
| 2.               | Prinzipal     | 8′            |
| 3.               | Rohrgedackt   | 8′            |
| 4.               | Oktave        | 4′            |
| 5.               | Gemshorn      | 4′            |
| 6.               | Nachthorn     | 2′            |
| 7.               | Sifflöte      | 1 ⁄3′         |
| 8.               | Rauschwerk II |               |
| 9.               | Zink II–III   |               |
| 10.              | Mixtur V      |               |
| 11.              | Trompete      | 8′ (aus 2002) |

| II Schwellwerk C–g3 |                         |        |
| 12.                 | Holzprinzipal           | 8′     |
| 13.                 | Quintatön               | 8′     |
| 14.                 | Italienisches Prinzipal | 4′     |
| 15.                 | Viola di gamba          | 4′     |
| 16.                 | Nassard                 | 2 ⁄3′  |
| 17.                 | Oktave                  | 2′     |
| 18.                 | Terz                    | 1 3⁄5′ |
| 19.                 | Oktave                  | 1′     |
| 20.                 | Scharf IV               |        |
| 21.                 | Krummhorn               | 8′     |
| 22.                 | Rohrschalmei            | 4′     |
|                     | Tremulant               |        |

| III Rückpositiv C–g3 |                      |     |
| 23.                  | Spitzgedackt         | 8′  |
| 24.                  | Rohrflöte            | 4′  |
| 25.                  | Prinzipal            | 2′  |
| 26.                  | Tonus fabri          | 2′  |
| 27.                  | Klingende Zymbel III |     |
| 28.                  | Rankett              | 16′ |
| 29.                  | Trichterregal        | 8′  |
|                      | Tremulant            | 8′  |

| Pedal C–f1 |                 |     |
| 30.        | Principal       | 16′ |
| 31.        | Subbass         | 16′ |
| 32.        | Oktavbaß        | 8′  |
| 33.        | Baßflöte        | 8′  |
| 34.        | Waldflöte       | 4′  |
| 35.        | Baß-Cornett III |     |
| 36.        | Mixtur V        |     |
| 37.        | Posaune         | 16′ |

## Grüfte und Grabstätte Heinrich von Brühls
In einer Gruft fand der kurfürstlich-sächsische und königlich-polnische Premierminister Heinrich von Brühl (1700–1763) seine letzte Ruhestätte. Er hatte in den Jahren 1740 bis 1746 die Herrschaft Forst und Herrschaft Pförten erworben. Als 1748 große Teile der Stadt dem Stadtbrand zum Opfer fielen, unterstützte er den Wiederaufbau der Häuser und der Kirche, indem er Geld aus dem Baubegnadigungsfonds nutzte. Er förderte zudem den Umbau der Kirche von einem unverputzten gotischen Bauwerk zu einer üppig ausgestatteten, verputzten Barockkirche. Nach seinem Tod am 28. Oktober 1763 in Dresden wurde er am 4. November 1763 in der „Gruft unter der Taufe“ (heute Bonhoefferkapelle) in einem barocken Holzsarg beigesetzt. Im Jahr 1905 ließen die Nachfahren die Gebeine in einen schlichten Zinksarg umbetten, da der alte Holzsarg völlig verrottet war. Vor dem Sarg steht jetzt eine Intestina-Urne mit den Eingeweiden des Bestatteten. Außerdem ist Heinrich Albrecht Christian Graf von Brühl (1743–1793) hier begraben.
Weitere Grüfte wurden in den Jahren 1900 bis 1910 freigelegt. Hierin sind u. a. Angehörige dreier Forster Linien der Herren von Bieberstein (Balthasarsche Linie, Jahnsche Linie und Melchiorsche Linie) bestattet.

## Gedenktafeln

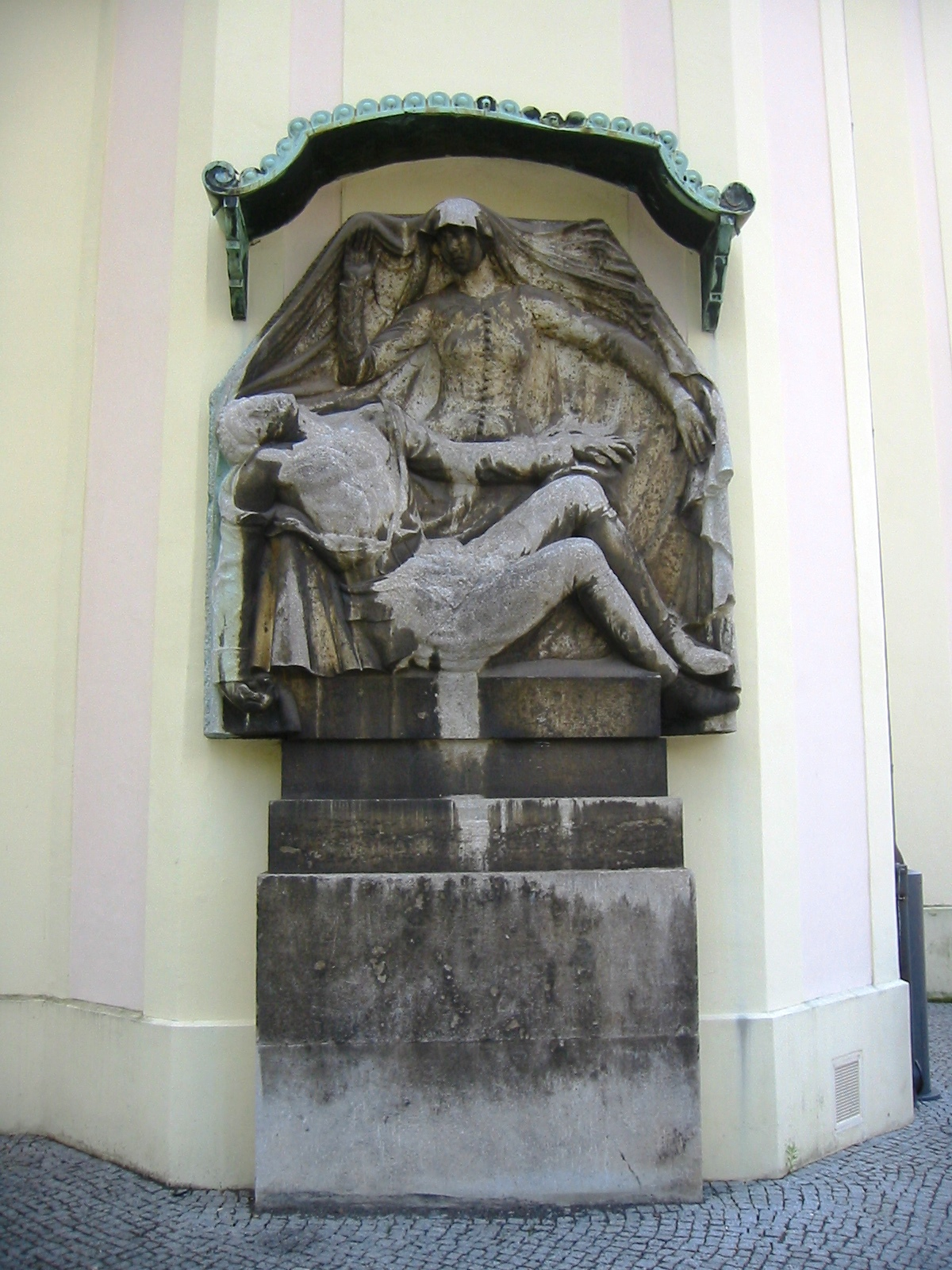
Pietà an der Nordfassade der Kirche

Von 1922 bis 1940 hingen an der Nordseite der Kirche Steintafeln mit den Namen von annähernd 1.000 gefallenen Forster Bürgern aus dem Ersten Weltkrieg. Warum die Tafeln abgenommen wurden, ist nicht bekannt. Durch zwei Aktenfunde im Kirchenarchiv konnten bis zum Herbst 2007 fast alle Namen und Dienstgrade der Soldaten ermittelt werden. Bei Ausgrabungen wurden vier der insgesamt elf Tafeln gefunden. Sie sind im Innern der Kirche am Turmaufgang zu besichtigen. An der Nordfassade befindet sich nur mehr die Pietà von Georg Wrba.

## Kirchbauverein und Turmausstellung
Für die weitere Instandsetzung und Pflege der Kirche gründete sich 2006 ein Kirchbauverein Freundeskreis St. Nikolai. Im Turm der Kirche befindet sich eine Ausstellung Aussichtssache mit Forster Panoramabildern. Gezeigt werden rund 80 Aufnahmen, welche die Entwicklung der Stadt zeigen. Diese wurden teilweise durch aktuelle Fotografien aus derselben Perspektive ergänzt.